# Гарридо, Хавьер
Ха́вьер Гарри́до Беобиде (исп. Javier Garrido Behobide; 15 марта 1985) — испанский футболист, защитник.

## Клубная карьера
Уроженец Страны Басков Хавьер сделал свои первые футбольные шаги в своём родном городе Ирун. Воспитанник школы клуба «Реал Сосьедад». В 2001—2004 годах входил в состав команды B, сыграл 50 матчей в Сегунде дивизион B.
Дебютировал в первой команде «Реал Сосьедада» в матче Кубка Испании 8 октября 2003 года, но к первому составу команды присоединился в 2004/05 годах, чтобы заменить Агустина Арансабаля, который покинул клуб летом 2004 года. В своих трёх сезонах в «Реал Сосьедаде» в испанской Примере сыграл 86 игр и забил 1 гол. В конце 2007 года его команда впервые была понижена в классе за последние 40 лет.
2 августа 2007 года он был куплен английским «Манчестер Сити» за 2,2 миллиона евро (1,5 млн фунтов стерлингов). Гарридо подписал 4-летний контракт с клубом, до 2011 года.
30 июля 2010 года Гарридо подписал 5-летний контракт с итальянским «Лацио».

## Карьера в сборной
Хавьер Гарридо сыграл 9 матчей в составе молодёжной (до 21 года) сборной Испании.